# Trail running
Il trail running è una specialità della corsa a piedi che si svolge in ambiente naturale, generalmente su sentieri, non importa se in montagna, deserto, bosco, pianura o collina, con tratti pavimentati o di asfalto limitati che al massimo e in ogni caso non devono eccedere il 20% del totale della lunghezza del percorso. Normalmente questa attività è caratterizzata da una considerevole lunghezza dei percorsi oltre che dal superamento di dislivelli importanti, tanto positivi che negativi.

## Generalità
Il termine trail appartiene alla lingua inglese col significato di "traccia", "pista", "sentiero". Il termine fu inizialmente adoperato dagli emigranti negli USA del XIX secolo per indicare i percorsi aperti nei nuovi territori in via di esplorazione, come per esempio l'Oregon Trail o il California Trail. Il termine è stato successivamente ripreso per indicare un generico sentiero naturale che unisse posti lontani, come ad esempio l'Appalachian Trail o il più recente Pacific Crest Trail.
Lungo parte di uno di questi trail, il Western States Trail, che unisce Salt Lake City nello Utah a Sacramento in California, sentiero utilizzato dagli indiani Paiute e Washoe, fu ufficialmente organizzata nel 1977 una delle prime corse di trail running, la Western States Endurance Run, gara di corsa a piedi di 100 miglia (circa 161 km). A questa seguirono altre competizioni simili, contraddistinte inizialmente dalla qualificazione di "Endurance Run", ovvero "corsa di resistenza". Tra queste, ad esempio: la Angeles Crest 100 Mile Endurance Run, che segue parzialmente il Pacific Crest Trail; la Wasatch Front 100 Mile Endurance Run, nello Stato dello Utah.

### Disciplina
Sebbene competizioni di trail running esistano da tempo la disciplina di tali corse è tuttora oggetto di sistemazione. La ITRA (International Trail Running Association), organizzazione sportiva internazionale sorta nel luglio 2013, ha tenuto la sua prima conferenza il 3 settembre 2012 a Courmayeur, con partecipanti provenienti da 18 paesi nel mondo.
Il risultato di tale conferenza è stato quello di proporre una definizione internazionale di "trail running"; una carta etica delle competizioni; una politica in fatto di salute e antidoping; un sistema di valutazione internazionale delle competizioni; una gestione ragionevole degli atleti di spicco.
Durante il 50º Congresso IAAF (International Association of Athletics Federations) tenutosi a Pechino nell'agosto 2015, il trail running è stato riconosciuto come una disciplina dell'atletica leggera. Di fatto si è così completato l'iter di sistemazione della "corsa in ambiente naturale", ora tutta ricompresa nell'alveo della IAAF. Il trail running è stato incluso nella definizione dell'atletica leggera, affiancando pista, corsa su strada, marcia, corsa campestre e corsa in montagna. Al Trail running la IAAF ha dedicato il nuovo articolo 252 del Regolamento Tecnico Internazionale.

## Caratteristiche definitorie
Il percorso di una competizione di trail running può essere di vario genere: sentiero roccioso; sentiero di bosco (sentiero largo oppure single track); strade sterrate; con eventualmente tratti pavimentati o di asfalto limitati, che in ogni caso non devono eccedere il 20% del totale della lunghezza del percorso. In diverse situazioni il sentiero comprende punti in cui occorre guadare ruscelli o torrenti: in questi casi le calzature devono avere buona o ottima impermeabilità (esistono articoli per questa variante).
Il percorso è in genere segnalato con bandierine, fettucce colorate, segnalazioni di vernice (l'aumentata sensibilità verso l'ambiente impone di utilizzare vernici biodegradabili). Quando siano previste percorrenze in orario notturno si utilizzano anche segnalazioni rifrangenti e l'insieme delle segnalazioni viene spesso indicata con il termine francese balisage.
È ormai invalso l'uso di fornire anche in anticipo la traccia in formato elettronico del percorso, utile a chi intenda integrare le segnalazioni sul terreno con l'uso di un navigatore satellitare portatile.
La corsa è idealmente, ma non necessariamente, in semi-autosufficienza o autosufficienza idrica e alimentare, e sempre nel rispetto dell'etica sportiva, onestà, solidarietà e nel massimo rispetto dell'ambiente in cui si corre.
Circa la suddivisione dei percorsi in base alla distanza e/o al dislivello non esiste unanimità di opinione e il progressivo aumento dell'interesse verso questa disciplina ha provocato una relativa confusione nella terminologia dovuta essenzialmente al proliferare di avvenimenti sportivi di ogni tipo e agevolata dal fatto che non esista una singola autorità riconosciuta a gestire il fenomeno del Trail Running. Il recente riconoscimento della disciplina da parte della Federazione Internazionale (IAFF) non ha avuto come conseguenza un significativo e parallelo coinvolgimento della Federazione Nazionale di Atletica Leggera (FIDAL), il cui ruolo è ancora marginale nell'ambiente del Trail Running sia in termini di tesseramento di atleti che di affiliazione di eventi sportivi.
Pur tuttavia, con alcune eccezioni, si possono riconoscere le seguenti classi di gare:

### Trail
Le gare di Trail Running con un percorso di lunghezza inferiore ai 42 km sono definite trail e sono caratterizzate in genere da dislivelli che si aggirano sui 3000 metri (positivi e negativi).

### Ultra trail
Le gare di Trail Running il cui percorso superi i 42 km e/o i 4000 metri di dislivello positivo/negativo, sono genericamente definite Ultra o Ultra-Trail e, secondo ITRA, sono così suddivise: 
- tra i 42 ed i 69 km, trail ultra medium (M);
- tra i 70 ed i 99 km, trail ultra long (L);
- oltre i 100 km, trail ultra xlong (XL).[2]

### Endurance trail
Sono nate inoltre alcune competizioni che per le loro caratteristiche travalicano la classificazioni classiche. Si tratta di competizioni che si svolgono su lunghezze vicine o superiori alle 200 miglia (320 km circa) con dislivelli positivi/negativi superiori, anche di molto, ai 10.000 metri.
È invalso l'uso di riferirsi a questo tipo di competizioni anche con il nome di Endurance Trail (Trail di Resistenza).
Esempi di questo tipo di gare sono:
- Tor des Géants
- Petite Trotte a Leon
- Tor des Glacier
- Utlac Trail 250k

## Discipline similari
Esistono discipline sportive che spesso vengono accomunate al Trail Running pur avendo una propria diversa connotazione. Va però ricordato che spesso vengono utilizzate nomenclature proprie di altre discipline (come ad esempio skyrace, skymarathon, ultramaratona) o non ufficialmente riconosciute (come ecomaratona o maratona alpina) per identificare gare di trail running.

### Corsa in montagna
La corsa in montagna, gestita in Italia dalla FIDAL (Federazione Italiana di Atletica Leggera) e nel mondo dal IAAF (International Association of Athletics Federations). Tendenzialmente si svolge nel solo ambiente montano, su pendenze minori e con caratteristiche di terreno tese a favorire ed esaltare maggiormente l'aspetto della corsa rispetto a quello della resistenza o della tecnicità del percorso.

### Skyrunning
Lo skyrunning gestito in Italia dalla FISky (Federazione Italiana Skyrunning) e nel mondo dalla ISF (International Skyrunning Federation). Predilige anch'esso l'ambiente di sola montagna ma con percorsi maggiormente tecnici dove si esalta la capacità di mantenere, particolarmente su distanze e dislivelli contenuti anche se impegnativi, velocità di percorrenza significative.

## Equipaggiamento e materiale obbligatorio
Svolgendosi le competizioni di trail running in ambienti naturali spesso distanti da centri abitati, ambienti a volte impervi e soggetti a variazioni climatiche non sempre prevedibili, spesso gli organizzatori prevedono l'obbligo per i concorrenti, specie nelle gare più lunghe, di recare con sé del materiale che possa garantire la sicurezza personale, la sopravvivenza e l'individuazione in attesa di soccorsi nel caso di incidenti.
Da un'analisi statistica condotta su alcune principali competizioni di ultratrail è emerso che sono considerati obbligatori i seguenti accessori:
- Telo termico[9]
- Fischietto
- Giacca antivento
- Lampada frontale (per le competizioni che prevedono tratti corsi di notte)
- Riserva idrica e alimentare (di entità variabile in dipendenza della lunghezza del percorso e della dislocazione delle stazioni di assistenza)

Sono considerati importanti e spesso vivamente consigliati anche i seguenti:
- Bende elastiche per fasciature
- Telefono cellulare
- Bicchiere personale
- Pantaloni 3/4
- Scarpe adeguate (che garantiscano idonea impermeabilizzazione nel caso in cui il percorso comprenda corsi d'acqua, fangosi, tratti innevati o umidi, o il meteo dia pioggia)
- Calze adeguate (vale lo stesso discorso fatto per le calzature) unitamente ad un cambio qualora sia necessario
- Cappello
- Guanti
- Bussola
- Ramponcini leggeri
- Occhiali da sole (opzionali)

Questo e altro materiale è in genere portato dal concorrente in uno zaino o in un marsupio. Esistono zainetti dal peso molto contenuto che all'interno prevedono anche una sacca per il trasporto dell'acqua. Il corridore può attingere acqua dalla sacca tramite un apposito tubicino che fuoriesce dallo zainetto.

## Le principali competizioni di trail running
La disciplina del Trail Running ha goduto negli ultimi anni di un importante sviluppo con un aumento esponenziale sia di appassionati che di competizioni. È quindi difficile stilare un elenco di avvenimenti sportivi correlati quando sono numerose le competizioni che si avvicendano, spesso nell'ambito del medesimo evento e molte volte cambiando la nomenclatura di riferimento di edizione in edizione, a seconda dello sponsor o dell'organizzatore.
Numerosi sono i casi in cui, ad una iniziale competizione cui sia stato riconosciuto un buon successo di partecipazione, si siano affiancate nel tempo altre gare più o meno lunghe a seconda dei casi, trasformando quella che era nata come una gara di Trail in un evento sportivo composto da più gare a volte multidisciplinari. Tranne che per le gare con una tradizione più consolidata, chilometraggi, dislivelli e percorsi vengono spesso adeguati da un'edizione all'altra per assecondare le richieste di una platea di appassionati in costante crescita.
Alcuni degli eventi più noti per partecipazione e tradizione storica sono:

### Italia
- Dolomites Skyrace[10]
- Lavaredo Ultra Trail[11]
- Porte di Pietra[12]
- Tor des Géants[13]
- Gran Trail Courmayeurl[14]
- Trail Oasi Zegna[15]
- The Abbots way[16]
- Ultrabericus Trail[17]
- Etna Ultra Trail[18]
- Orobie Ultra Trail[19]
- Ultra Trail Lago d'Orta[20]
- Ronda Ghibellina Trail[21]
- Gran Trail Rensen[22]
- Trail Race delle Dolomiti Friulane

### Estero
- Transgrancanaria[23]
- Gran Trail des Templiers[24]
- Hardrock Hundred Mile Endurance Run[25]
- Marathon des Sables[26]
- Transvulcania[27]
- Le Grand Raid de la Réunion[28]
- -  Cro Trail[29]
- Eiger Ultra Trail[30]
- Scenic Trail[31]
- -  -  Ultra-Trail du Mont-Blanc (UTMB)[32]
- Ultra Trail Snowdonia (UTMB)[33]

- Ultra Trail Monte Fuji(UTMB)[34]
- Western States Endurance Run[4]
- 100 Miles of Istria[35]
- Barkley Marathons